# Aušra Augustinavičiūtė

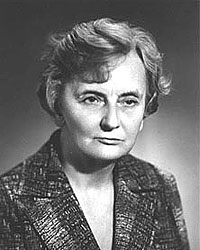
Aušra Augustinavičiūtė

Aušra Augustinavičiūtė (Pseudonym: Augusta; * 4. April 1927 in Kaunas, Litauen; † 19. August 2005) war eine litauische Ökonomin, Soziologin und Psychologin, Autorin diverser wissenschaftlicher Werke sowie Gründerin der Sozionik.

## Ausbildung
Aušra Augustinavičiūtė wurde 1928 als Tochter eines Verlegers in der Nähe von Kaunas in Litauen geboren. 1953 promovierte sie an der ökonomischen Fakultät der Universität Vilnius zur Ökonomin, arbeitete zunächst im Finanzministerium der Litauischen SSR und später als Lehrerin für Politische Ökonomie an verschiedenen Bildungseinrichtungen in Vilnius.

## Begründung der Sozionik
In den 1960er und 1970er Jahren entwickelte Aušra Augustinavičiūtė, als Soziologin und Leiterin der Fakultät für Ehe und Familie der Pädagogischen Universität Vilnius, ein Modell, das Menschen in Klassen einordnet und mit Hilfe dieser Klassifizierung die Beziehung von verschiedenen Personen untereinander voraussagen sollte.
Für ihre Theorie hat Aušra Augustinavičiūtė den Namen „Sozionik“ vorgeschlagen, da А.Augustinavičiūtė überzeugt war, dass jeder Persönlichkeitstyp in der Gesellschaft eine besondere Funktion erfüllt, die mit Hilfe der Sozionik beschrieben und erklärt werden kann.
Unter Anwendung der Theorie des Informationsaustauschs Antoni Kępiński, der Prinzipien von Kybernetik und Informatik auf die Typologie von C.G.Jung, hebt die Sozionik hervor und beschreibt bestimmte Varianten des Informationsaustauschs zwischen Subjekten abhängig von ihren charakteristischen Persönlichkeitstypen, die man auch als „Typ des Informationsaustauschs“ (TIM) bezeichnet, oder „sozionischer Typ“. Aus der Theorie der psychischen Funktionen von C.G.Jung leitet die Sozionik eine Existenz von 16 solcher Typen her, als Ergebnis diverser Kombinationen von acht psychischen Funktionen, die man als „Funktionen des Informationsaustauschs“ betrachtet, von denen jede ihre eigene, getrennte, spezifische Informationsart wahrnimmt und verarbeitet.
Das war die Geburtsstunde der Sozionik – eines als psychologischen Modells, das dem MBTI ähnlich ist, aber unabhängig davon entwickelt wurde.

“Socionics was developed in the 1970s and 1980s mainly by the Lithuanian researcher Ausra Augustinaviciute. The name 'socionics' is derived from the word 'society, since Augustinaviciute believed that each personality type has a distinct purpose in society, which can be described and explained by socionics. The system of socionics is in several respects similar to the MBTI; however, whereas the latter is dominantly used in the USA and Western Europe, the former is mainly used in Russia and Eastern Europe. For more information, the reader is referred to the website of the International Institute of Socionics and to several scientific journals edited by this institution (see socionic.info). Despite of several similarities there are also important differences. For instance, the MBTI is based on questionnaires with so-called forced-choice questions. Forcedchoice means that the individual has to choose only one of two possible answers to each question. Obviously, such tests are self-referential. That means they are based on judgments of persons about themselves. Socionics rejects the use of such questionnaires and is based on interviews and direct observation of certain aspects of human behavior instead. However, if personality tests are well constructed and their questions are answered properly, we expect results that often make sense. For that reason, we do not reject test questions principally, but we have to take into account their self-referential character. Another difference relates to the fact that socionics tries to understand Jung's intuitive system and to provide a deeper explanation for it, mainly in terms of informational metabolism (Kepinski & PZWL, 1972). Further, socionics is not so much a theory of personalities per se, but much more a theory of type relations providing an analysis of the relationships that arise as a consequence of the interaction of people with different personalities.”

Sie selbst beschreibt sich in dem Modell als ENTp (intuitiv-logisch extrovertiert).